# Kosambi (Sukadiri)
Kosambi is een bestuurslaag in het regentschap Tangerang van de provincie Banten, Indonesië. Kosambi telt 7964 inwoners (volkstelling 2010).